# Music from Macbeth
Music from Macbeth è un album del 1972 della band progressive rock Third Ear Band. È la raccolta delle colonne sonore del film del 1971 di Roman Polanski, Macbeth, l'adattamento cinematografico della tragedia di Shakespeare Macbeth.

## Tracklist
1. "Overture" –4:20
2. "The Beach" –1:54
3. "Lady Macbeth" –1:47
4. "Inverness: Macbeth's Return/The Preparation/Fanfare/Duncan's Arrival" –5:00
5. "The Banquet" –1:21
6. "Dagger and Death" –2:49
7. "At the Well/The Princes's Escape/Coronation/Come Sealing Night" –3:03
8. "Court Dance" –2:28
9. "Fleance" –4:02
10. "Grooms' Dance" –4:21
11. "Bear Baiting" –1:10
12. "Ambush/Banquo's Ghost" 2:27
13. "Going to Bed/Blind Man's Buff/Requiescant/Sere and Yellow Leaf" –3:04
14. "The Cauldron" –2:39
15. "Prophesies" –1:53
16. "Wicca Way" –1:24

## Compositori
- Paul Minns — oboe
- Glen Sweeney — tromba
- Paul Buckmaster — violoncello e basso elettrico
- Simon House — violino e V.C.S.3
- Denim Bridges — chitarra